# Force (Superflyのアルバム)
『Force』（フォース）は、2012年9月19日に発売されたSuperflyの4枚目のアルバム。

## 概要
2012年4月4日に配信されたスタジオライブ『Superfly TV』の中で、9月に本作を発売すると発表した、前作『Mind Travel』から約1年3ヶ月振りとなるスタジオ・アルバム。
前作の後にリリースされたシングル「愛をくらえ」「輝く月のように/The Bird Without Wings」収録曲など全11曲を収録。なお、2012年7月25日に発売されたコラボレーション・シングル「STARS」（「Superfly & トータス松本」名義）は収録されていない。
今作はデビュー5周年として、販売形態はアルバムで最多の4形態となっている。通常盤はスタジオ音源が収録されたCD、初回限定盤は6月から7月にかけて行われたファンクラブ限定ライブハウスツアー「Live 4th You」から、7月12日のZepp DiverCity公演の音源を完全収録したCDが付属、5周年記念生産限定盤は初回限定盤の内容にスタジオ音源のアナログ盤と5周年記念ポスターが付属、ローソン限定盤はミュージック・ビデオや越智によるセルフライナーノーツを収録したDVDが付属している。ジャケットは越智の顔のアップの写真となっているが、初回限定盤のみ若干広角の写真となっている。
発売日には恒例のフリーライブが開催され、1stアルバム『Superfly』発売の時と同じ代々木公園の野外ステージで行われた。

### チャート成績
オリコンチャートで初登場1位を獲得し、デビューから4作連続、『Wildflower & Cover Songs:Complete Best 'TRACK 3'』を含めると5作連続で首位を獲得した。女性ソロアーティストとしては安室奈美恵、倉木麻衣、宇多田ヒカルに続く6年3ヶ月振り、史上4人目の快挙となった。

## 収録曲

### CD
※Disc 1のスタジオ音源、Disc 2のライブ音源共に収録曲及び曲順は共通。Disc 2は初回限定盤、5周年記念生産限定盤のみ付属。
Produced & Arrangement：蔦谷好位置

Basic Arrangement：多保孝一
1. Force (3:30)
  - 作詞：越智志帆　作曲：多保孝一
  - テレビ朝日系ドラマ『ドクターX〜外科医・大門未知子〜』第1（2012年）及び、第5（2017年）シリーズ主題歌[2]。スペシャル（2016年）の主題歌としても使用されている。
    - ミュージック・ビデオが制作されている。
    - 2012年10月31日に16thシングル（「STARS」を除く）としてシングルカットされ[3]、4年後の2016年には22ndシングル『99』内に上記シリーズがカップリング曲として再収録されている。
    - 5年後の2017年10月19日には、同ドラマの第5シリーズの放送開始と共に、本曲をオーケストラ風にアレンジされた『Force - Orchestra Ver.-』として配信リリース。
2. Nitty Gritty (4:21)
  - 作詞：越智志帆　作曲：多保孝一
  - タイトルの意味は「核心」で、多保のデモ音源に付けられたタイトルをそのまま曲名としている。
3. No Bandage (3:34)
  - 作詞：越智志帆　作曲：多保孝一、越智志帆
  - アルバム発売の2年前に完成しており、当初はシングルのカップリングとして収録される予定だった。
  - 映画「闇金ウシジマくん」イメージソング[4]。
4. 輝く月のように (5:29)
  - 作詞：越智志帆、jam　作曲：多保孝一
  - 15枚目のシングルの1曲目。
  - TBS系テレビドラマ『サマーレスキュー〜天空の診療所〜』主題歌。
5. 愛をくらえ (4:38)
  - 作詞：越智志帆　作曲：多保孝一
  - 14枚目のシングル。
  - 映画『スマグラー -おまえの未来を運べ-』主題歌。
6. 終焉 (5:07)
  - 作詞・作曲：越智志帆
  - 本曲のみ多保が曲制作に関わっていない。
7. 平成ホモサピエンス (3:36)
  - 作詞：越智志帆　作曲：多保孝一
  - 「Superfly TV」で初披露された。
8. Get High!! ～アドレナリン～ (3:22)
  - 作詞：越智志帆　作曲：多保孝一
  - サンスター「VO5」キャンペーンソング。
9. 919 (4:20)
  - 作詞：越智志帆　作曲：多保孝一
  - タイトルの読みは「きゅういちきゅう」。このようなタイトルになったのは、歌詞にある「クイック」の語呂合わせになっている事と、アルバムの発売日が9月19日である為である。
  - TBS系テレビ「A-Studio」テーマソング。
10. The Bird Without Wings (5:04)
  - 作詞：越智志帆　作曲：多保孝一
  - 15枚目のシングルの2曲目。
  - 映画「闇金ウシジマくん」主題歌。
11. スタンディングオベーション (4:08)
  - 作詞：越智志帆　作曲：多保孝一

### DVD
※ローソン限定盤のみ付属。
1. 愛をくらえ Music Video
2. 輝く月のように Music Video
3. 4th Album「Force」Self Liner Notes

## 演奏
Force
- 越智志帆
  - Lead Vocals
  - Background Vocals (#1-5.9.10.11)
  - Tambourine (#2.4.5.9.10)
  - Shaker (#3)
  - Cowbell (#7)
- 蔦谷好位置
  - Hammond B-3 (#1.10.11)
  - Background Vocals (#1.4.5.9.10.11)
  - Programming (#2.4.9.10)
  - Piano (#4.6.8.10)
- 八橋義幸
  - Electric Guitar (#1-5.7-11)
  - Acoustic Guitar (#3.10)
- 昼海幹音
  - Electric Guitar (#1-5.7-11)
  - Acoustic Guitar (#6)
- 種子田健：Bass (#1.2.7.8.9.11)
- 小田原豊：Drums (#1.2.3.4.7-11)
- 松原秀樹：Bass (#3.4.5.10)
- SUNNY
  - Hammond B-3 (#4)
  - Piano (#7.11)
  - Clavinet (#7)
- 松原“マツキチ”寛：Drums (#5)
- 弦一徹ストリングス：Strings (#6)
- オオヒナタハルコ、竹本健一：Background Vocals (#7.8)

Live 4th You
-Live Recorded at Zepp Diver City TOKYO 2012.7.12-
- 越智志帆：Vocal
- 昼海幹音、八橋義幸：Guitar
- 種子田健：Bass
- 小田原豊：Drums
- SUNNY：Keyboards
- オオヒナタハルコ、竹本健一：Background Vocal